# カトリック善長谷教会
カトリック善長谷教会（カトリックぜんちょうだにきょうかい）は、長崎県長崎市にある、キリスト教（カトリック）の聖堂。
深堀教会の巡回教会となっている。
1823年、外海地方(東樫山)よりのかくれキリシタン7戸が移り住んだことに源を発すると言われているが、その後西彼三和岳路へ分れて移り住んだ半分はカトリックに改宗しないままでいるのに対して現在地に留まった者は改宗した。善長谷はその子孫で形成され、集落に住む全員がカトリックである。

## 沿革
長い間中町小教区の巡回教会であり、1895年に建てられた木造の聖堂が老朽化したので、現在の聖堂が1952年5月に再建された。1972年から一時香焼小教区の巡回教会となるが、1975年より最寄りの深堀小教区の巡回教会となって、今日に至る。